# Landschaftsschutzgebiet Oberlauf der Kleinen Henne nordwestlich Westernbödefeld

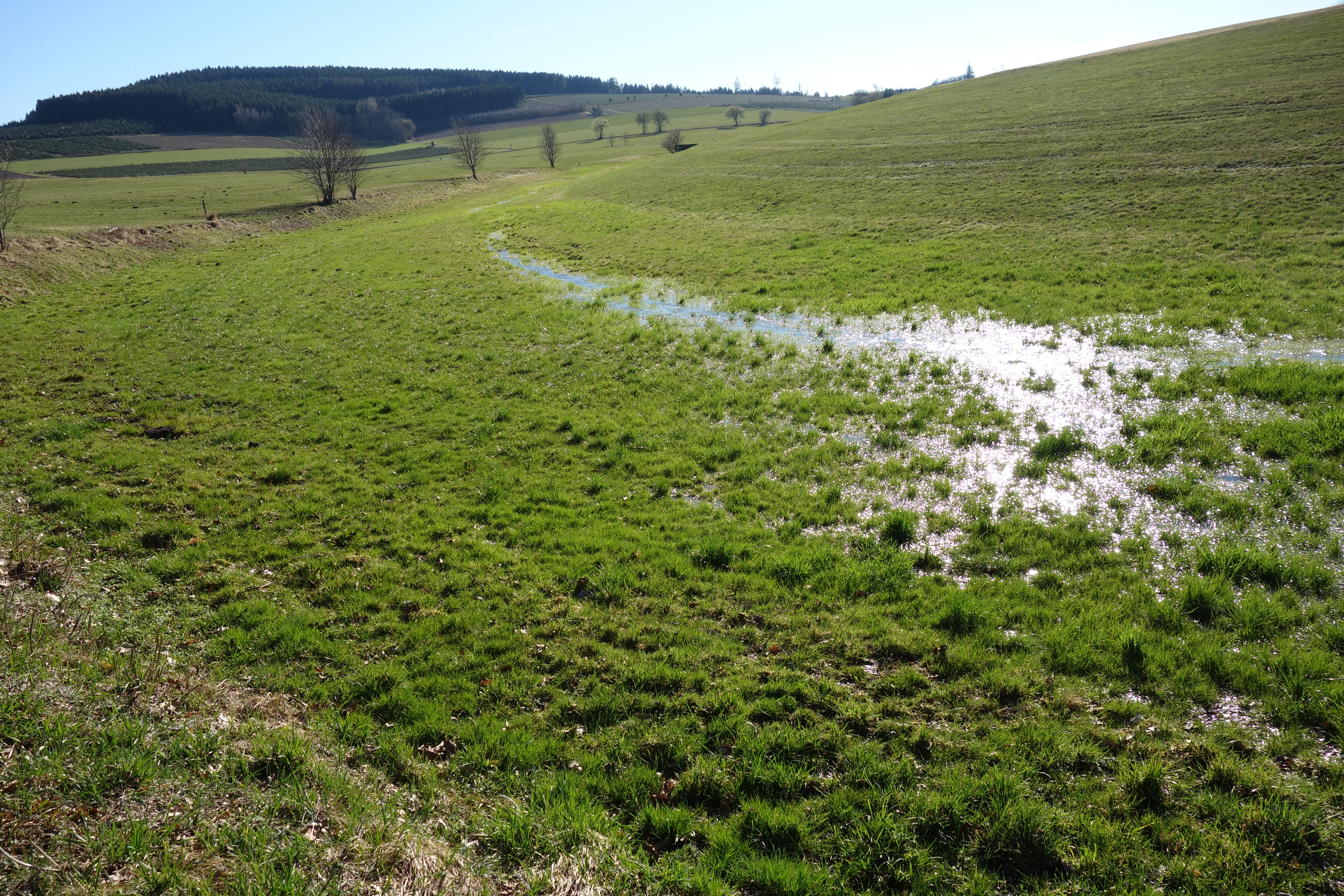
Westlicher Bereich des Landschaftsschutzgebiets von Osten

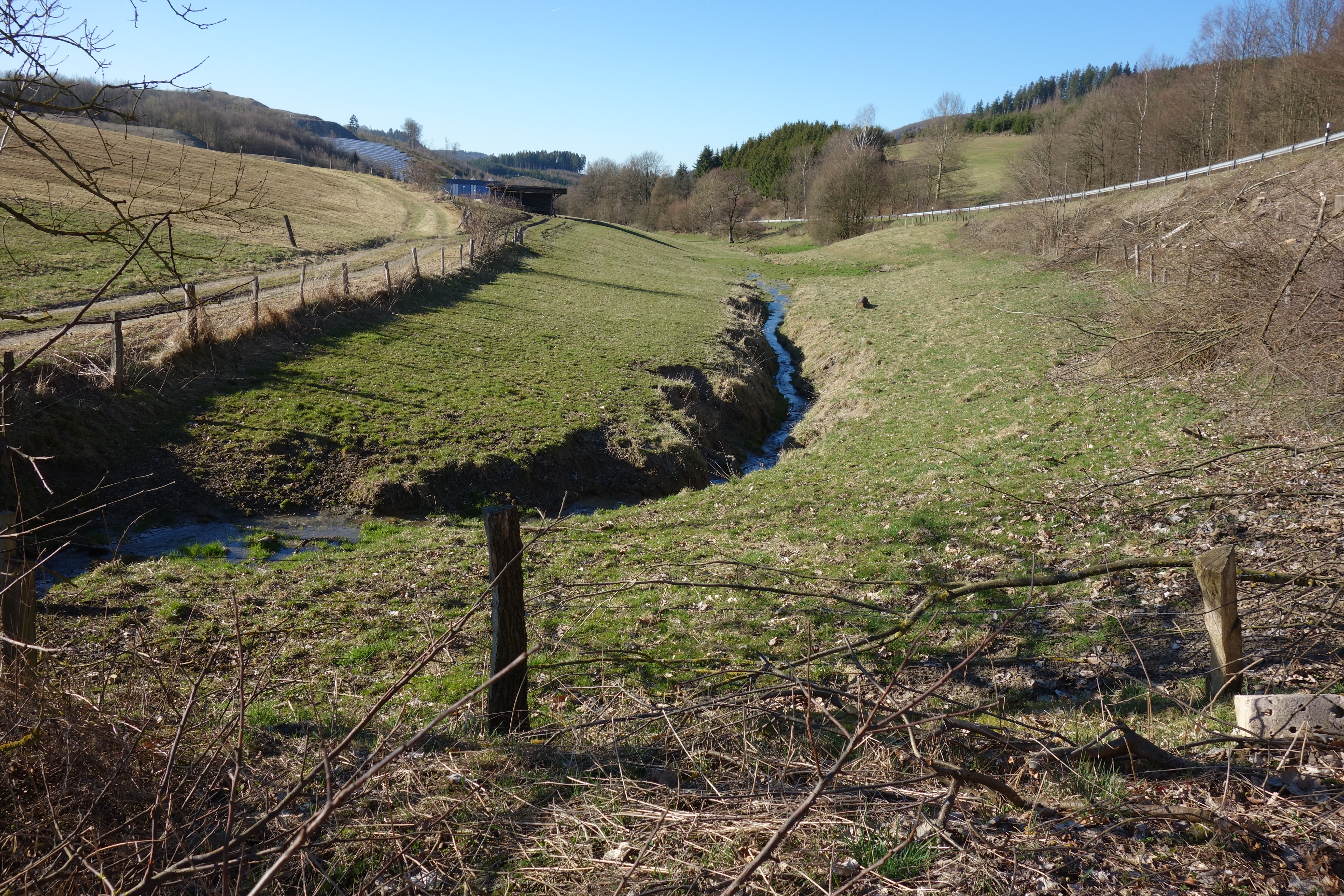
Nördlicher Bereich des Landschaftsschutzgebiets von Süden

Das Landschaftsschutzgebiet Oberlauf der Kleinen Henne nordwestlich Westernbödefeld mit 11,8 ha Größe liegt im Stadtgebiet von Schmallenberg nordwestlich von Westernbödefeld. Das Gebiet wurde 2008 vom Kreistag des Hochsauerlandkreises mit dem Landschaftsplan Schmallenberg Südost als Landschaftsschutzgebiet (LSG) ausgewiesen. 

## Beschreibung
Es handelt sich um Talbereiche der Kleine Henne. Das LSG liegt wie ein nach links gedrehtes L in der Landschaft. Das LSG hat einen nördlichen Bereich entlang der Landstraße und einen südwestlichen Bereich. Das Grünland außerhalb dieses Landschaftsschutzgebietes vom Typ C, Wiesentäler und bedeutsames Extensivgrünland wird intensiv genutzt. Der nördliche Teil wird als Weide und der westliche als Mähwiese genutzt.
Das Landschaftsschutzgebiet Oberlauf der Kleinen Henne nordwestlich Westernbödefeld wurde als eines von 58 Landschaftsschutzgebieten vom Typ C, Wiesentäler und bedeutsames Extensivgrünland im Stadtgebiet von Schmallenberg, ausgewiesen. Wie in den anderen Landschaftsschutzgebieten vom Typ C in Schmallenberg besteht im LSG ein Umwandlungsverbot von Grünland und Grünlandbrachen in Acker oder andere Nutzungsformen. Eine Erstaufforstung und eine Anlage von Weihnachtsbaumkulturen ist verboten. Eine maximal zweijährige Ackernutzung innerhalb von zwölf Jahren ist erlaubt, falls damit die Erneuerung der Grasnarbe vorbereitet wird. Dies gilt als erweiterter Pflegeumbruch. Beim erweiterten Pflegeumbruch muss ein Mindestabstand von fünf Metern vom Mittelwasserbett eingehalten werden.

## Schutzzweck
Die Ausweisung erfolgte zur Ergänzung der Naturschutzgebiets-Ausweisung in den Talauen von Schmallenberg um ein Offenlandbiotop-Verbundsystem zu schaffen, damit Tiere und Pflanzen Wanderungs- und Ausbreitungsmöglichkeiten behalten, und dem Erhalt der Vorkommen geschützter Vogelarten sowie dem Schutz artenreicher Pflanzengesellschaften.